# 사우스웨스트 뱁티스트 대학교
사우스웨스트 뱁티스트 대학교(Southwest Baptist University)는 미국 미주리주 볼리바에 있는 사립 기독교 대학이다. 1878년 첫 개교되었다.